# Tadeusz Sachs

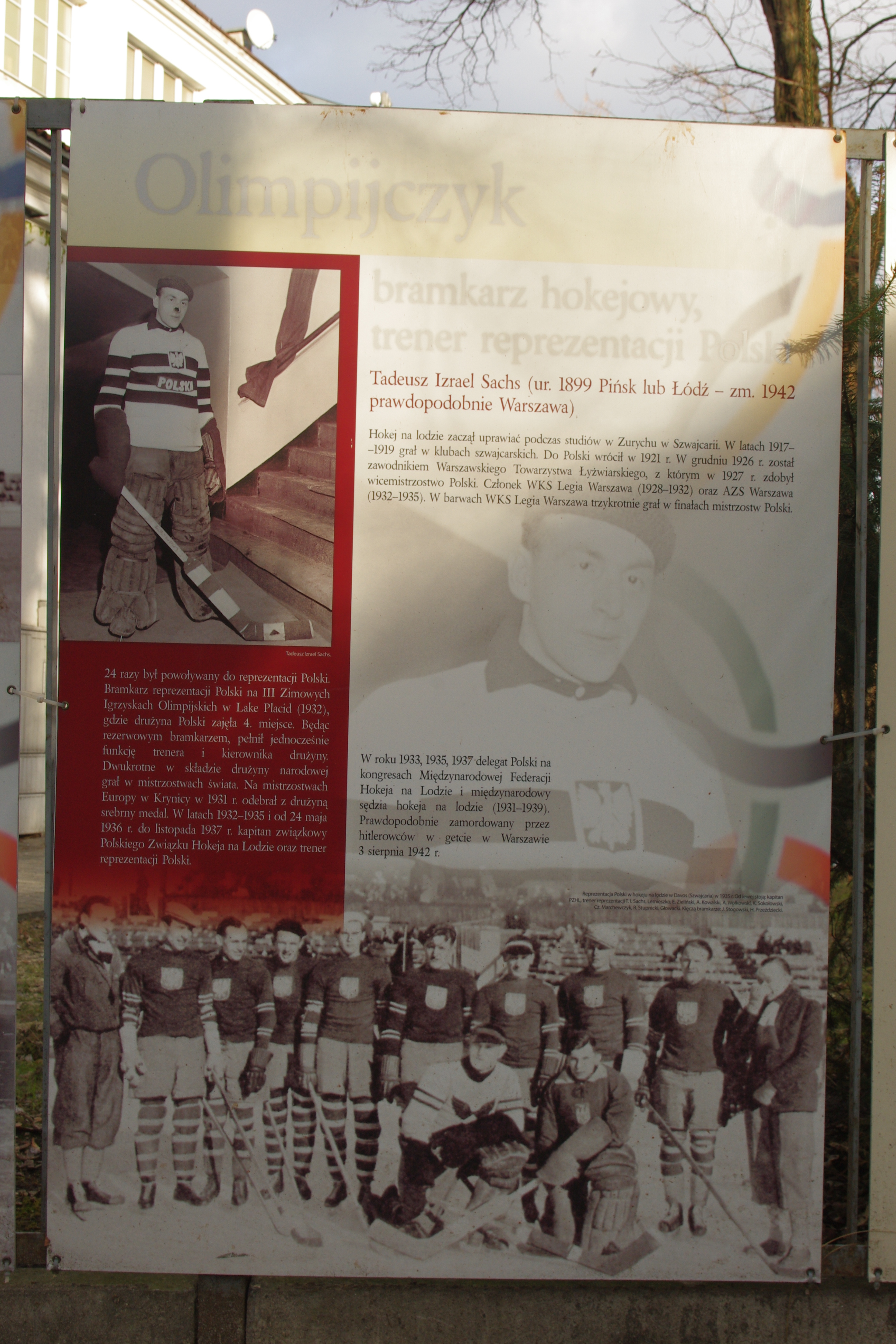
Fragment wystawy plenerowej „Sport Żydowski w przedwojennej Warszawie” autorstwa dr. Jarosława Rokickiego, przygotowanej przez Fundację im. prof. Mojżesza Schorra, a prezentowanej na przełomie 2012/2013 r. przy ul. Twardej 6 w Warszawie. Na fotografii tablica z tekstem: „Olimpijczyk, bramkarz hokejowy, trener reprezentacji Polski – Tadeusz Izrael Sachs (ur. 1899 Pińsk lub Łódź - zm. 1942 prawdopodobnie Warszawa).... Prawdopodobnie zamordowany przez hitlerowców w getcie w Warszawie 3 sierpnia 1942 r.”

Tadeusz Izrael Sachs (ur. 18 czerwca 1899 w Pińsku, zm. 3 sierpnia 1942 w KL Auschwitz) – polski hokeista występujący na pozycji bramkarza, reprezentant Polski, olimpijczyk, działacz i sędzia hokejowy.

## Życiorys
Był synem łódzkiego fabrykanta, w młodości uczył się w prywatnej szkole w Zurychu, w latach 1917–1919 był zawodnikiem szwajcarskich klubów Rossey Gstaad i Akademischer Hockey Club Zurich.
W latach 1925–1927 występował w drużynie Unionu Łódź, następnie grał w WTŁ Warszawa (1926–1927), Legii Warszawa (1928–1932) i AZS Warszawa (1932–1935). Zdobywał medale mistrzostw Polski: dwukrotnie srebrny medal (1927, 1928), dwukrotnie brązowy medal (1929, 1930).
W latach 1930–1931 wystąpił cztery razy w reprezentacji Polski (w dwóch meczach mistrzostw świata w 1930, w jednym spotkaniu mistrzostw świata w 1931 i w jednym spotkaniu towarzyskim w 1931), wielokrotnie był graczem rezerwowym.
W latach 1932–1935 i w 1937 prowadził reprezentację Polski jako kapitan związkowy, m.in. podczas zimowych igrzysk olimpijskich 1932 w Lake Placid (gdzie równocześnie został zgłoszony jako rezerwowy bramkarz) oraz mistrzostwach świata w 1933, 1935, 1937. W 1937 został wybrany kapitanem sportowym PZHL.
Był także sędzią hokeja na lodzie; podczas turnieju finałowego Mistrzostw Polski 1928/1929 rozgrywanego w Krynicy, podczas turniejów mistrzostw świata 1931, 1933, 1935, 1937, 1939 (łącznie prowadził 38 spotkań).
W marcu 1940 wyjechał do Warszawy. 16 lipca 1942 został przywieziony do Auschwitz-Birkenau. Zmarł na terenie obozu 3 sierpnia 1942 roku.